# Afschaffing van de slavernij in het Koninkrijk der Nederlanden
De afschaffing van de slavernij in het Koninkrijk der Nederlanden vond plaats in het midden van de negentiende eeuw. Op 1 januari 1860 kwam formeel een einde aan de slavernij in Nederlands-Indië. Op 1 juli 1863 kwam met de Emancipatiewet officieel een einde aan de slavernij in Suriname en in Curaçao en Onderhorigheden (de huidige landen Aruba, Curaçao en Sint-Maarten en de Caribisch openbare lichamen Bonaire, Saba en Sint-Eustatius).

## Afschaffing van de slavernij
Na de afschaffing van de slavenhandel in 1815 door koning Willem I ingevolge het Congres van Wenen werd in het Koninkrijk der Nederlanden bijna vijftig jaar later, in 1863, de slavernij zelf afgeschaft. Al eerder waren andere koloniale mogendheden overgegaan tot afschaffing. In het Britse rijk werd de slavernij in 1833 met de Slavery Abolition Act verboden. In het Franse rijk werd de slavernij in 1848 afgeschaft.
Nederland schafte de slavernij in etappes af, eerst in de onder direct bestuur staande delen van Nederlands-Indië met ingang van 1 januari 1860 (Wet vaststelling van het Reglement op het beleid der regering van Nederlandsch Indie). In sommige onder indirect bestuur staande delen van Nederlands-Indië bleef de slavernij bij de sultanaten voortbestaan. Op het eiland Soembawa duurde dit tot 31 maart 1910, op Samosir tot 1914.
In Suriname en Curaçao en Onderhorigheden werd per 1 juli 1863 de slavernij afgeschaft met de Emancipatiewet; de afschaffing van de slavernij werd aangeduid met de term emancipatie. Op deze dag klonken 21 kanonschoten in Paramaribo en werden de slaven vrije mensen. Op die dag kregen zo’n 35.000 slaven in Suriname en 12.000 slaven op de Nederlandse eilanden in het Caribisch gebied hun vrijheid. Er werden feesten georganiseerd waarbij koning Willem III der Nederlanden als sleutelfiguur en weldoener van de vrijgemaakte slaven werd gepresenteerd. In feite heeft hij niet meer dan een handtekening gezet.

### Afschaffing in Suriname
In Suriname werden de voormalige slaven voor een periode van tien jaar onder staatstoezicht geplaatst en bleven ze dus veelal op dezelfde plantages werken. In deze periode waren vrijgelaten plantagewerkers tussen de 15 en 60 jaar verplicht een arbeidsovereenkomst af te sluiten. Deze maatregel was vooral bedoeld om te voorkomen dat de voormalige slaven massaal de plantages zouden verlaten, waardoor de plantage-economie zou instorten. Op de eilanden was er geen plantage-economie van betekenis meer dus gold het staatstoezicht daar niet.
Sommige marrons zoals de Aukaners, hadden door verschillende verdragen, zoals het Vredesverdrag van 1760, al eerder officieel hun vrijheid gekregen. Op 19 september 1762 volgde de vrede met de Saramaccaners en in 1769 het vredesverdrag met de Matawai. Marrons als de Aluku en de Kwinti werden door het Nederlandse bestuur als opstandige slaven gezien. In 1860 volgde uiteindelijk een vredesverdrag met de Aluku. De Kwinti sloten pas na 1863 als gevolg van de emancipatiewet een verdrag om niet onder staatstoezicht te vallen.

### Afschaffing in Sint Maarten
Na 1848 bestond de slavernij in het Caribisch gebied alleen nog op de Nederlandse en Deense Caribische eilanden wat voor onrust zorgde op de door Nederland gekoloniseerde eilanden. Op Sint Eustatius brak een slavenopstand uit. Op Sint Maarten vluchtten veel slaven naar het Franse gedeelte van het eiland waar zij vrij waren. Als gevolg daarvan werd op 6 juni 1848 op Sint Maarten in een proclamatie verklaard dat de slaven van de Nederlandse plantages als vrije personen zullen worden behandeld. Op Sint Maarten waren de slaven de facto dus al in 1848 vrij. De correspondentie tussen de bevelhebbers van het Nederlandse en Franse deel van Sint Maarten alsmede die met de gouverneur van Curaçao is in 2017 opgenomen in het internationale Memory of the World register.

## Compensatie voor de slavenhouders

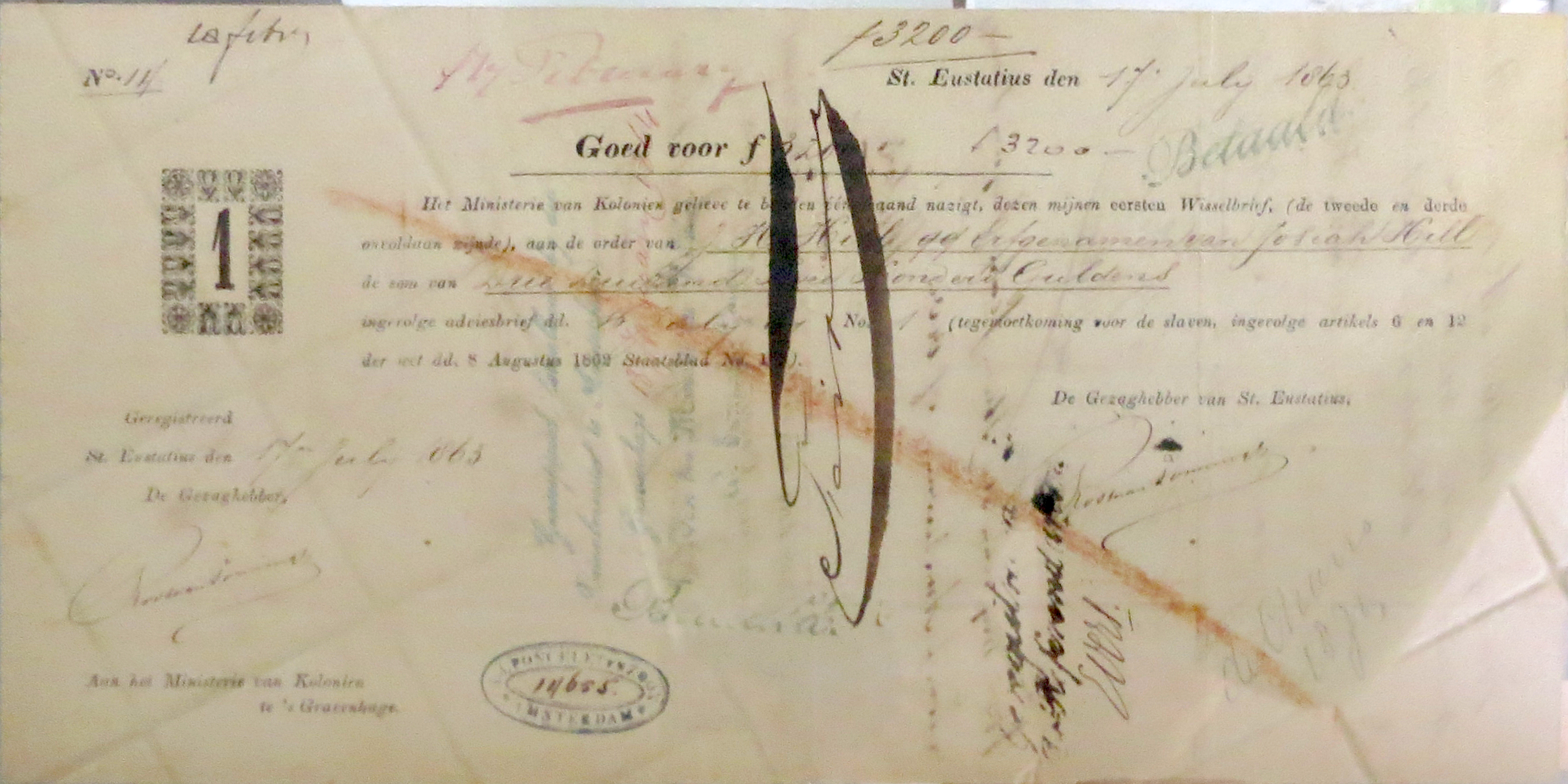
Een cheque voor 3200 gulden compensatie bij de afschaffing van de slavernij op Sint-Eustatius in 1863

De Nederlandse regering betaalde in Suriname een schadevergoeding van 300 gulden per slaaf aan de eigenaar ter compensatie voor het verloren eigendom. In Curaçao was dit 200 gulden. Dit werd geregeld via de compensatiedossiers. In Nederlands-Indië was het bedrag 30 tot 60 gulden al naargelang de leeftijd van de slaaf. De slaveneigenaren claimden deze vergoeding via opgemaakte lijsten van mensen die ze in bezit hadden, de zogenaamde borderellen. In totaal bedroeg de tegemoetkoming bijna 12 miljoen gulden, ongeveer 10% van de rijksuitgaven in 1863.
Als alternatief voor de inzet van slaven werden in Suriname door de voormalig slaveneigenaren contractarbeiders geworven in Nederlands-Indië (zie Javaanse Surinamers), India (Hindoestanen) en China (zie Chinese Surinamers).

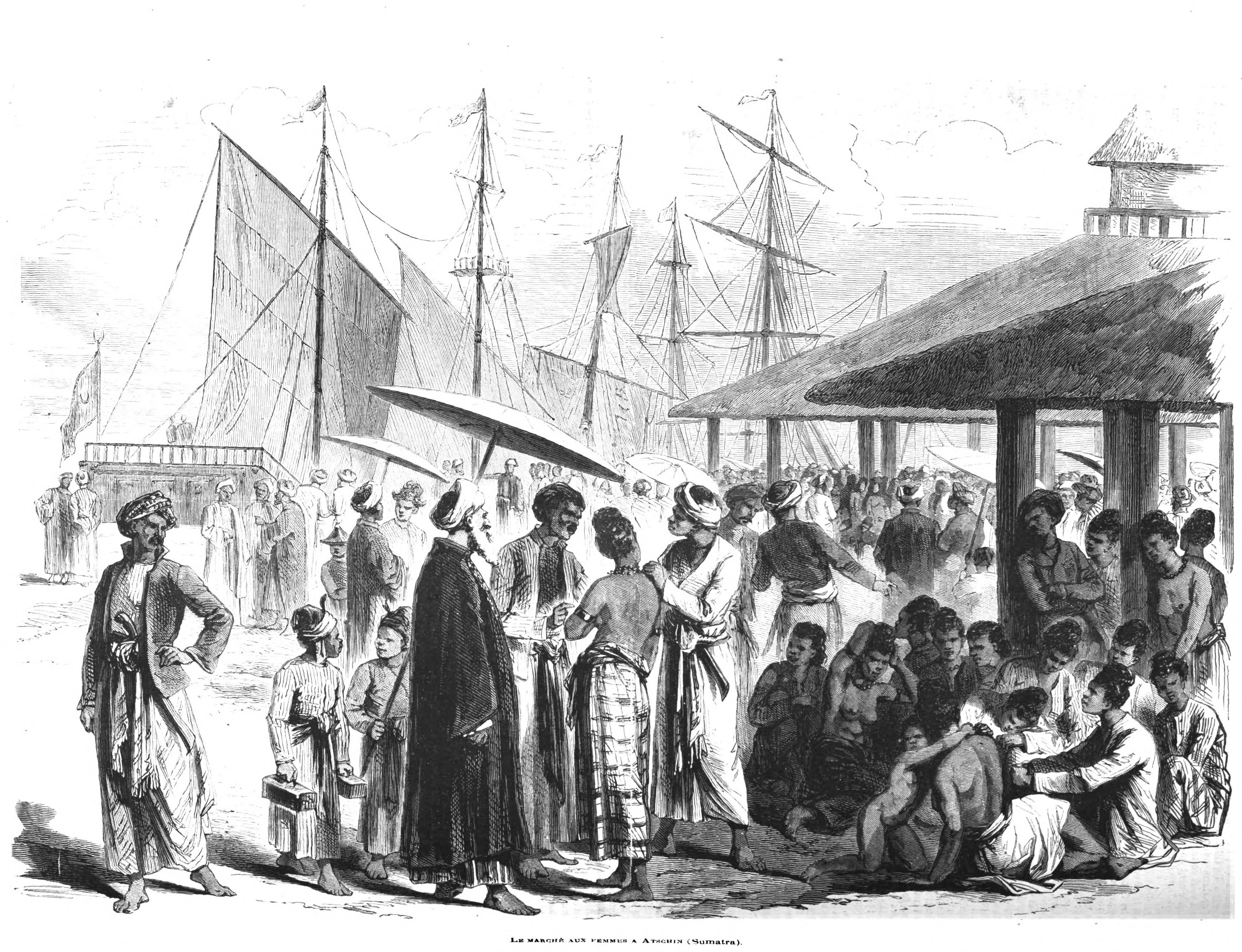
Vrouwenhandel binnen het Sultanaat Atjeh in 1873.

## Tijdsverloop afschaffing slavernij in het Koninkrijk der Nederlanden
- 1815 – Trans-Atlantische slavenhandel afgeschaft.
- 1848 – Sint-Maarten - de facto afschaffing (zie boven).
- 1860 – Nederlands Oost-Indië – alleen in de rechtstreeks bestuurde gebieden (Ind. Stbl. 46).
- 1863 – Nederlands West-Indië – Emancipatiewet schaft de slavernij in Nederlands West-Indië af. slaveneigenaren ontvangen een schadeloosstelling; vrijgelatenen in Suriname komen tien jaar onder staatstoezicht met verplichte arbeidsovereenkomst op de plantages (Stbl. 164 en 165). Deze 'arbeidsplicht' gold alleen voor Suriname.[7]
- 1872 – Nederlandse Goudkust – kolonie verkocht aan Groot-Brittannië, waar de slavernij al eerder was afgeschaft.
- 1873 – Nederlands West-Indië – staatstoezicht en verplichte arbeidsovereenkomst afgeschaft.
- 1877 – Nederlands Oost-Indië – eiland Bali
- 1910 – Nederlands Oost-Indië – eiland Soembawa – 31 maart
- 1914 – Nederlands Oost-Indië – schiereiland Samosir – laatste deel van het Nederlandse koloniale rijk waar officieel de slavernij werd afgeschaft.

## Herdenking en viering
Ter viering van de afschaffing van de slavernij is Ketikoti een jaarlijks terugkerende feestdag in Suriname. Ketikoti wordt ook gevierd in Nederland. Op Sint Eustatius, Sint Maarten en Saba herdenkt men deze dag onder de naam Emancipatiedag. Saba deed dit voor het eerst in 2021. In Sint-Eustatius is 1 juli met ingang van 2022 een algemeen erkende feestdag.
Afstammelingen van Surinaamse marrons kennen daarnaast nog eigen bevrijdingsdagen, zoals 10 oktober, Dag der Marrons en 19 september, Saamaka Daka. Op Curaçao wordt de Dia di lucha pa libertat ("Dag van de vrijheidsstrijd") gevierd op 17 augustus, het begin van de Curaçaose slavenopstand van 1795 onder leiding van Tula. Tula werd in 2010 op Curaçao officieel uitgeroepen tot nationale held.